# Haus Dorloh

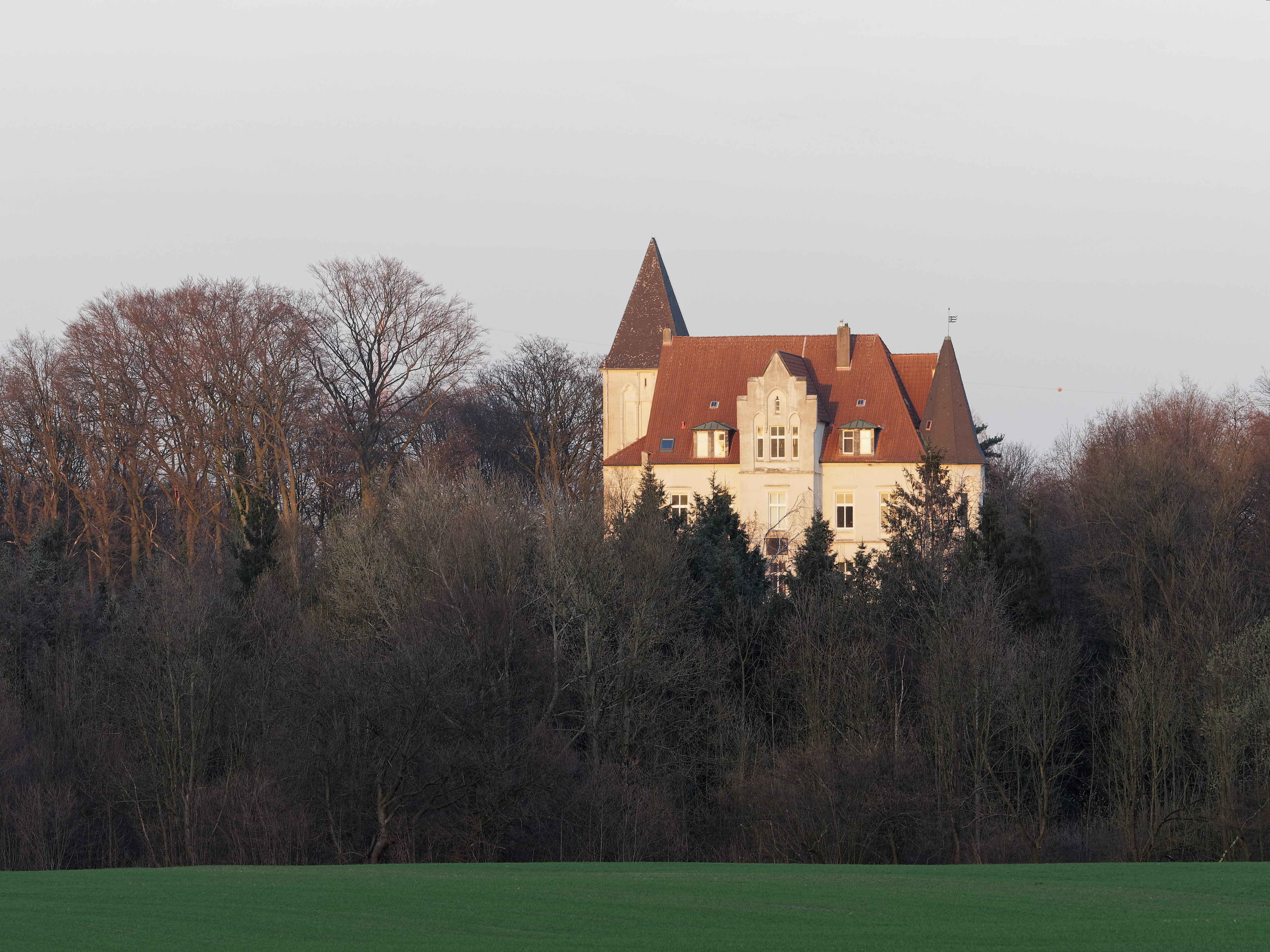
Haus Dorloh von der Dorlohstraße aus gesehen

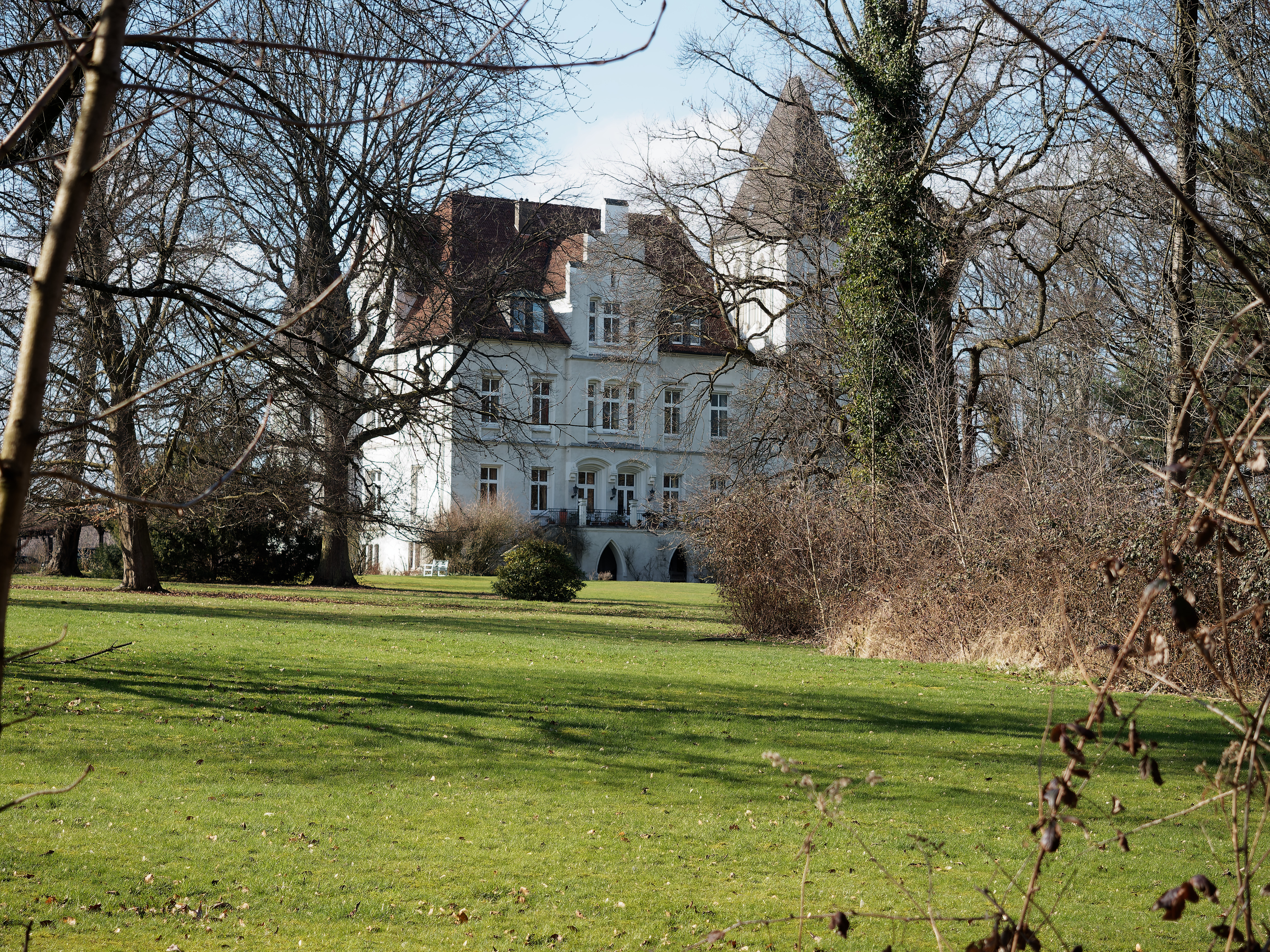
Ostseite von Haus Dorloh, von der Schieferbergstr. aus gesehen.

Haus Dorloh ist eine denkmalgeschützte Villa in Castrop-Rauxel-Dingen.
Erbaut wurde Haus Dorloh zwischen 1869 und 1872 in neugotisch-klassizistischem Stil von Carl Gisbert Wilhelm von Bodelschwingh-Plettenberg auf Basis eines Entwurfs des Baumeisters König aus Dortmund für seine einzige Tochter Wilhelmine, verheiratet mit Dodo zu Innhausen und Knyphausen.
1877 wurden weitere Gebäude (Ökonomie) errichtet. Das Haus ist umgeben von einem weitläufigen Landschaftspark. Der Name stammt aus der ursprünglichen Flurbezeichnung Auf dem Dorloh.